# 日本渡輪營運商列表
日本渡輪營運商列表是指在日本國內或國際之間，設有渡輪服務的營運商列表：

## 國內地域之間航線
商船三井集團
- 商船三井渡輪（日语：商船三井フェリー）
- 太陽光渡輪（日语：フェリーさんふらわあ）（舊:關西汽船（日语：関西汽船），鑽石渡輪（日语：ダイヤモンドフェリー））
- 名門大洋渡輪（日语：名門大洋フェリー）

SHK Line集團
- 新日本海渡輪（日语：新日本海フェリー）
- 阪九渡輪（日语：阪九フェリー）
- OCEAN TRANS（日语：オーシャントランス）（舊:OCEAN東九渡輪（日语：オーシャン東九フェリー））

其他
- 太平洋渡輪（日语：太平洋フェリー）
- 宮崎汽車渡輪（日语：宮崎カーフェリー）
- Marix Line（日语：マリックスライン）
- A-Line渡輪（日语：マルエーフェリー）

## 各地域內航線與近距離航線
☆代表公司經營國道海上區間的航線
◎代表公司擁有總噸數達1000噸的船

### 北海道地方
- 心地渡輪（日语：ハートランドフェリー）（舊東日本海渡輪）◎
- 羽幌沿海渡輪（日语：羽幌沿海フェリー）

### 北海道・東北地方間
- 川崎近海汽船（日语：川崎近海汽船）（銀渡輪）◎
- 津輕海峽渡輪（日语：津軽海峡フェリー）（舊道南自動車渡輪（日语：道南自動車フェリー））☆◎
- 共榮運輸（青函渡輪）◎
- 北日本海運（日语：北日本海運）（青函渡輪）◎

### 東北地方
- 陸奧灣渡輪（日语：むつ湾フェリー）（舊：下北汽船）
- 大島汽船
- 網地島線（日语：網地島ライン）

### 關東地方
- 東京灣渡輪（日语：東京湾フェリー）◎

### 中部・北陸地方
- 佐渡汽船☆◎
- 粟島汽船

### 東海地方
- 神新汽船：Aseria渡輪 下田〜伊豆諸島
- S-Pulse Dream渡輪（日语：エスパルスドリームフェリー）（駿河灣渡輪）◎
- 伊勢灣渡輪（日语：伊勢湾フェリー）☆◎
- 名鐵海上觀光船（日语：名鉄海上観光船）

### 近畿地方
- 南海渡輪（日语：南海フェリー）◎

### 瀨戶內海
- 四國開發渡輪（日语：四国開発フェリー）（四國橙渡輪）◎
- 珍寶渡輪（日语：ジャンボフェリー）◎
- 四國渡輪集團
  - 四國渡輪（日语：四国フェリー）☆◎ 兩備渡輪（新岡山港～土庄港）設有聯營航線。
  - 小豆島急行渡輪（日语：小豆島急行フェリー）☆
  - 小豆島豐島渡輪
- 兩備集團
  - 兩備控股公司（日语：両備ホールディングス）（兩備渡輪） ※與四國渡輪聯營。
  - 瀨戶內觀光汽船（日语：瀬戸内観光汽船）
  - 國際渡輪（日语：国際フェリー (企業)）
- 內海渡輪（日语：内海フェリー）
- 四國汽船（日语：四国汽船）
- 雌雄島海運（日语：雌雄島海運）
- JR西日本宮島渡輪（JR宮島渡輪）
- 宮島松大汽船（日语：宮島松大汽船）
- 藝予觀光渡輪（日语：芸予観光フェリー）
- 日鮮海運集團
  - 協和汽船（日语：協和汽船）（今治港－下田水港（日语：下田水漁港））
- 石崎汽船集團
  - 石崎汽船（日语：石崎汽船）
  - 中島汽船
- 瀨戶內海汽船集團
  - 瀨戶內海汽船（日语：瀬戸内海汽船）
  - 防予汽船（日语：防予汽船）☆
  - 山陽商船（日语：山陽商船）
  - 周防大島 松山渡輪（日语：周防大島 松山フェリー）（舊・岩國松山高速：在2007年6月1日改公司名稱）
  - 安藝津渡輪（日语：安芸津フェリー）
- 島波渡輪
- 大崎汽船（日语：大崎汽船）
- 三光汽船（日语：三光汽船 (尾道市)）
- 土生商船（日语：土生商船）
- 大三島渡輪（日语：大三島フェリー）

### 山陰地方
- 隠岐汽船（日语：隠岐汽船）☆◎

### 中國・九州地方之間
- Suonada渡輪（日语：スオーナダフェリー）（周防灘渡輪）

### 四國・九州地方之間
- 宇和島運輸（日语：宇和島運輸）〈宇和島運輸渡輪〉◎
- 九四橙渡輪◎
- 國道九四渡輪（日语：国道九四フェリー）☆
- 宿毛渡輪（日语：宿毛フェリー）（舊・宿毛觀光汽船：在公司解散後繼承）
- 松山·小倉渡輪（日语：松山・小倉フェリー）

### 九州地方
- 九州郵船（日语：九州郵船）☆◎
- 島原鐵道（島鐵渡輪、島鐵高速船）☆
- 有明渡輪（日语：有明フェリー）☆
- 熊本渡輪（日语：熊本フェリー）◎
- 九州商船集團
  - 九州商船（日语：九州商船）☆◎
  - 甑島商船（日语：甑島商船）
- 野母商船（日语：野母商船）◎
- 三和商船（日语：三和商船）☆
- 鹿兒島市船舶局（櫻島渡輪）◎
- 岩崎集團
  - 鹿兒島商船（日语：鹿児島商船）◎
  - 垂水渡輪（日语：垂水フェリー）（舊:大隅交通網絡）◎
  - 鹿商海運◎
- 宇宙線（日语：コスモライン (鹿児島県)）◎
- 天長渡輪（日语：天長フェリー）
- 折田汽船（日语：折田汽船）◎
- 三島村營（三島渡輪）◎
- 十島村營（十島渡輪（日语：フェリーとしま））◎
- 奄美海運（日语：奄美海運）◎
- 瀨戶內町營（Kakeroma渡輪）

### 沖繩縣
- 座間味村營（座間味3渡輪）
- 渡嘉敷村營（渡嘉敷渡輪）
- 粟國村營（粟國渡輪）
- 久米商船（日语：久米商船）◎（琉球渡輪、海邦渡輪）
- 大東海運（日语：大東海運）（大東）
- 伊是名村營（伊是名尚圓渡輪）
- 伊平屋村營（伊平屋3渡輪）
- 伊江村營（伊江村營渡輪）
- 神谷觀光（久國渡輪）
- 久高海運（久國渡輪III）
- 多良間海運（日语：多良間海運）（Taramayu渡輪）
- 八重山觀光渡輪（日语：八重山観光フェリー）
- 安榮觀光（日语：安栄観光）
- 石垣島夢觀光（日语：石垣島ドリーム観光） （夢渡輪）
- 福山海運（與那國渡輪）

## 國際
- SHK線（日语：関光汽船）集團

- 關釜渡輪（下関～釜山）
- 蘇州下關渡輪（下関～太倉 貨物航線）

- JR九州高速船

- 博多港～釜山港
- 對馬市比田勝港/巖原港～釜山港

## 曾經存在的公司
- 日本國有鐵道（青函連絡船、宇高連絡船（日语：宇高連絡船）、仁堀連絡船（日语：仁堀連絡船）、大島連絡船（日语：大島連絡船）、關門連絡船（日语：関門連絡船）等鐵路渡輪）

- 當於橋粱與隧道開通（青函隧道、瀨戶大橋、大島大橋、關門鐵路隧道、關門行車隧道），以及與民間航線（吳·松山渡輪）進行競爭因而廢止。
- 日本道路公團（厚岸渡輪（日语：厚岸フェリー）、鳴門渡輪（日语：鳴門フェリー）、明石渡輪（日语：明石フェリー）、國道九四渡輪（日语：国道九四フェリー）等四條航線）

- 厚岸渡輪因建設橋粱後廢止，其餘均轉讓事業。在轉讓事業後還繼續營運的航線只有國道九四渡輪。
長距離渡輪
- 近海郵船（日语：近海郵船物流）（東京至釧路）・・・在1999年10月，取消旅客服務，只餘下貨物運輸服務
- 日本沿海渡輪（日语：日本沿海フェリー）・・・改名為藍色公路線後，分割為商船三井渡輪（日语：商船三井フェリー）及藍色公路線西日本（日语：藍色公路線西日本）
- 日本高速渡輪（日语：日本高速フェリー）・・・1975年經歷經營危機後縮小規模，在1990年11月把最後營運的航線經營權轉讓給日本沿海渡輪，隨即公司解散。該航線截至2010年現時還在營業，為大阪～鹿兒島（志布志）航線（太陽花渡輪（日语：フェリーさんふらわあ））。而東京～那智勝浦～高知航線於2001年10月廢止
- 中央渡輪（日语：セントラルフェリー）（川崎 - 大阪、神戶航線）・・・由於沒有盈利，在1972年廢止
- 西日本渡輪（神戶 - 苅田航線）・・・由於沒有盈利，在1975年轉讓給阪九渡輪（日语：阪九フェリー）後隨即公司解散
- 廣島綠渡輪（日语：広島グリーンフェリー）（大阪 - 廣島航線）・・・由於沒有盈利，在1982年廢止
- 富士渡輪（東京 - 松阪航線）・・・由於沒有盈利，在1979年轉讓給九州急行渡輪（日语：九州急行フェリー）後隨即公司解散
- 日本汽車渡輪（日语：日本カーフェリー）・・・重組為Seacom渡輪（日语：シーコムフェリー）
- 宮崎汽車渡輪（日语：宮崎カーフェリー）（第一代）・・・被日本汽車渡輪（日语：日本カーフェリー）收購
- Seacom渡輪（日语：シーコムフェリー）・・・重組為Marine Express（日语：マリンエキスプレス）
- 三寶海運（日语：三宝海運）（松山 - 神戶航線）・・・由於經營惡化結業
- 愛媛阪神渡輪（日语：愛媛阪神フェリー）（松山 - 神戶航線）・・・由於經營惡化結業
- 室戶汽船（日语：室戸汽船）
- 高知海線（日语：高知シーライン）（大阪南港（以前為東神戶渡輪中心（日语：東神戸フェリーセンター）） - 甲浦港（日语：甲浦港） - 足摺港）・・・由於經營惡化結業
- 大阪高知特急渡輪（日语：大阪高知特急フェリー）（大阪南港 - 高知港）・・・2005年6月30日起航線廢止
- Marine Express（日语：マリンエキスプレス）・・・2005年12月破產。只有宮崎航線由宮崎汽車渡輪（日语：宮崎カーフェリー）繼續營運
- 名門汽車渡輪（日语：名門カーフェリー）・・・與大洋渡輪（日语：大洋フェリー）合併，成為名門大洋渡輪（日语：名門大洋フェリー）
- 照國郵船（日语：照国郵船）・・・改名為Marix Line（日语：マリックスライン）
- 海洋渡輪（日语：オーシャンフェリー）・・・與東九渡輪（日语：東九フェリー）合併，成為海洋東九渡輪（日语：オーシャン東九フェリー）
- 太平洋沿海渡輪（日语：太平洋沿海フェリー）・・・重組為太平洋渡輪（日语：太平洋フェリー）
- 大洋渡輪（日语：大洋フェリー）・・・與名門汽車渡輪（日语：名門カーフェリー）合併，成為名門大洋渡輪（日语：名門大洋フェリー）
- 東九渡輪（日语：東九フェリー）・・・與海洋渡輪（日语：オーシャンフェリー）合併，成為海洋東九渡輪（日语：オーシャン東九フェリー）
- 里維拉（日语：リベラ_(海運業)）・・・成為Blue Ocean 100%子公司。現時子公司還存在
- 東日本渡輪（日语：東日本フェリー）・・・在2003年申請公司更生法後，與里維拉合併，在2006年成為子公司，在2009年與Blue Ocean旗下的津輕海峽渡輪（日语：津軽海峡フェリー）合併。除了由津輕海峽渡輪承繼，由函館港為起點的航線外，其他航線全部廢止
- 九越渡輪（日语：東日本フェリー#九越フェリー）・・・被里維拉收購合併，於2006年航線暫停營運，在2008年航線廢止
- 大島運輸（日语：大島運輸）・・・改名為A-Line渡輪（日语：マルエーフェリー）
- 琉球海運（日语：琉球海運）・・・在2006年9月18日結束旅客運送事業
- 九州急行渡輪（日语：九州急行フェリー） ・・・貨物專用。2007年6月1日與商船三井渡輪（日语：商船三井フェリー）合併
- 藍色公路線西日本（日语：ブルーハイウェイライン西日本）　2007年7月1日與鑽石渡輪（日语：ダイヤモンドフェリー）合併
- 穿梭公路線（日语：シャトル・ハイウェイライン）（橫須賀 - 大分航線）・・・在2007年9月3日自行申請破產，航線廢止
- 有村產業（日语：有村産業）・・・破產
- 海洋東九渡輪（日语：オーシャン東九フェリー）・・・與王子海運合併，成為OCEAN TRANS（日语：オーシャントランス）
- 關西汽船（日语：関西汽船）・・・與鑽石渡輪合併成為太陽花渡輪
- 鑽石渡輪（日语：ダイヤモンドフェリー）・・・與關西汽船合併，成為太陽花渡輪

中、短距離渡輪
- 廣別汽船（日语：広別汽船）
- 日本汽車渡輪（日语：日本カーフェリー）（→Marine Express（日语：マリンエキスプレス），川崎 - 木更津航線）・・・在東京灣跨海公路開通後廢止
- 大阪淡路線（日语：大阪淡路ライン）
- 共同汽船（日语：共同汽船）
- 南海德島穿梭線（日语：南海徳島シャトルライン）
- 臨空渡輪（泉佐野至德島航線）・・・航線沒有盈利
- 三原·今治國道渡輪（日语：三原・今治国道フェリー）
- 阪神繞道渡輪（日语：阪神バイパスフェリー）（東神戶 - 泉大津航線）・・・航線沒有盈利
- 兒坂汽船（兒島－坂出航線）・・・在瀨戶大橋建成後廢止
- 大三島渡輪（日语：大三島フェリー）（垂水 - 井口航線）・・・在多多羅大橋建成後廢止
- 中·四國渡輪（日语：中・四国フェリー）（竹原 - 波方）・・・2009年4月30日廢止，航線沒有盈利
- 吳·松山渡輪（日语：呉・松山フェリー）・・・2009年6月30日廢止，航線沒有盈利
- 防予汽船（日语：防予汽船）（柳井 - 開作，松山 - 伊保田 - 岩國航線）・・・大島大橋（日语：大島大橋 (山口県)）建成後廢止
- 中島町營汽船（日语：中島町営汽船）（松山 - 忽那諸島（日语：忽那諸島） - 吳、廣島。高速快艇）・・・出售並私有化（現時：中島汽船）
- 宿毛觀光汽船（日语：宿毛フェリー）（宿毛 - 佐伯航線）・・・公司倒閉後由宿毛渡輪（日语：宿毛フェリー）承繼
- 德島阪神渡輪（日语：徳島阪神フェリー）（大阪南港、神戶 - 德島航線）・・・在明石海峽大橋建成後廢止
- 德島渡輪（深日 - 德島航線）
- 小松島渡輪（日语：小松島フェリー）（大阪南港 - 小松島）
- 淡路渡輪港（日语：淡路フェリーボート）（海港園 - 大磯航線、須磨 - 大磯航線、阿那賀 - 龜浦航線）・・・在大鳴門橋、明石海峽大橋建成後廢止
- 甲子園高速渡輪（日语：甲子園高速フェリー）（西宮 - 津名航線）・・・在明石海峽大橋建成後經營惡化而廢止
- Bumper渡輪（日语：バンパックフェリー）（東神戶 - 川之江 - 新居濱航線）・・・在明石海峽大橋建成後，於1998年廢止
- 靜岡縣綜合管理公社（日语：希望 (高速フェリー)）（清水 - 下田航線）
- 大阪灣渡輪（日语：大阪湾フェリー）・・・在2000年，轉讓給南海淡路線（日语：南海淡路ライン）
- 南海淡路線（日语：南海淡路ライン）・・・在2007年航線暫時停運
- 舞鶴汽船（日语：舞鶴汽船）・・・在2004年航線廢止
- 福山·多度津渡輪（日语：福山・多度津フェリー）・・・2008年8月31日航線廢止
- 關門海峽渡輪（日语：関門海峡フェリー）（SHK Line（日语：関光汽船）集團）・・・2011年11月30日航線停運
- 大隅交通網絡・・・在2011年12月1日經營轉讓給垂水渡輪（日语：垂水フェリー）
- 明石淡路渡輪（日语：明石淡路フェリー）（章魚渡輪）☆◎・・・在2012年6月29日航線廢止
- 宇高國道渡輪（日语：宇高国道フェリー）（實際上由國道渡輪營運）☆・・・2012年10月17日航線暫停
- 疾風（日语：はやて (海運業)）・・・在伊良部大橋開通後，於2015年1月31日航路廢止
- 宮古渡輪（日语：宮古フェリー）・・・在伊良部大橋開通後，於2015年1月31日航路廢止

國際航線
- 奥林汽船（日语：オリエントフェリー） 2015年12月26日航線暫停

## 外部連結
- 日本長距離渡輪協會官網 （页面存档备份，存于）（日語）
- 日本旅客船協會 （页面存档备份，存于）（日語）